# William J. Seymour
William Joseph Seymour (2 maj 1870- 28 september 1922) var en amerikansk predikant och en av pionjärerna inom den moderna pingströrelsen.
Han föddes i Centerville, Louisiana, som son till de tidigare slavarna Simon och Phillis Seymour, som var katoliker.
1883 köpte de ett stycke land i Verdunville där man byggde ett hus mittemot en baptistkyrka på vars kyrkogård fadern begravdes sedan han 1891 dog efter en tids sjukdom.
William Seymour flyttade samma år till Memphis där han först jobbade som portier och sedan som kusk. 1893 flyttade han möjligen till St Louis i Missouri och tog jobb som bartender.
1895 jobbade han som servitör på hotell i Indianapolis. Under tiden genomgick Seymor en personlig omvändelse i Metodistkyrkan. Sedan kom han i kontakt med helgelserörelsen och gjorde en helgelseerfarenhet ("Second Blessing") inom Church of God (Anderson).  
1901 flyttade han till Cincinnati där han också arbetade som servitör. Under sin vistelse där drabbades han av smittkoppor vilket ledde till att han miste synen på det ena ögat. I Cincinnati kom William Seymour i kontakt med "God’s Revivalist movement" . Dessa kristna, som var övertygade om att de levde i tidsålderns avslutning då Andens utgjutande förebådade församlingens uppryckande, gjorde ett djupt intryck på den unge Seymour.
Mellan 1903 och 1905 reste Seymour en hel del, möjligen i egenskap av försäljare. Han vistades under denna tid bland annat i Columbus, Ohio, Houston, Texas och Jackson, Mississippi. På den sistnämnda platsen kom Seymor i kontakt med Church of God in Christ och i Chicago träffade han predikanten John G Lake.

## Bethel Bible College
1904 flyttade han igen, denna gång till Houston i Texas, där han 1905 tillsammans med Lucy Farrow besökte en väckelsekampanj som hölls av den kände predikanten Charles Fox Parham. Farrow fick tillfällig anställning i Parhams organisation "Apostolic Faith" i Kansas. Under hennes tvåmånaders frånvaro tog Seymor över ledarskapet för den församling i Houston där Farrow var pastor. Farrow hade under sin tid i Kansas anammat Parhams undervisning om andedop med åtföljande tungotal, en lära som även Seymour kom att ta till sig efter Farrows återkomst till Houston.
När Parham startade en tioveckors bibelkurs i Houston i januari 1906, så började Seymour där.

## Los Angeles
Seymour hoppade av skolan efter halva tiden sedan han kallats till pastor i Julia Hutchins nybildade helgelseförsamling i Los Angeles. Han höll sin första predikan där den 24 februari men hans pingstförkunnelse mötte motstånd såväl hos den lokala äldstekåren som inom samfundsledningen för Holiness Church Association of Southern California, som församlingen tillhörde. Redan nästa söndag, den 4 mars, fann Seymour kyrkan låst när han kom dit för att predika.
En av församlingsmedlemmarna, Edward S Lee öppnade då sitt hem för Seymour som började att hålla bibelstudier och bönemöten där.

## Bonnie Brae Street
Efter en kort tid flyttade Seymour sin verksamhet till Richard och Ruth Asberrys hem, på 214 North Bonnie Brae Street i centrala Los Angeles. Den 9 april 1906, efter tre dagars fasta, blev Edward S Lee andedöpt och började tala i tungor. Människor strömmade till mötena och Asberrys hem blev snart för litet. Många fick göra samma erfarenhet som Lee, bland andra Seymour själv (den 12 april).

## Azusa Street
Den 13 april flyttade man mötena till en nedlagd metodistkyrka, byggd 1888.
Kyrkan var 13 gånger 20 meter stor, belägen på 312 Azusa Street och skyltades "Apostolic Faith Gospel Mission".
Namnet Apostolic Faith togs från Parhams organisation, som Seymour såg sig som en del av. Han hade till exempel ett rekommendationsbrev med sig från Parham då han först anlände till Los Angeles.
Den församling som stod bakom mötena där kallades inledningsvis för the Divine Apostolic Faith Movement men kom att kallas Apostolic Faith Mission (AFM) då den officiellt konstituerades våren 1907.
Väckelsen bröt fram med väldig kraft och människor med olika hudfärg strömmade till från olika delar av landet och världen, och från olika trossamfund, för att uppleva andens dop i "övre salen" i kyrkolokalen. Väckelsen pågick i tre och ett halvt år med möten sju gånger i veckan, tre gånger dagligen och nästan dygnet runt.
Innan 1906 års utgång hade många av ledarna inom AFM på Azusa Street lämnat församlingen för att bilda egna församlingar (som 51st Street Apostolic Faith Mission, Spanska AFM och Italienska pingstmissionen) riktade till specifika etniska grupper. Andra församlings-bildningar uppstod kring predikanter med stark karisma. De flesta nya pingstförsamlingarna bildades bland fattiga, invandrare och socialt utslagna.
1908 gifte Seymour sig med Jennie Evans Moore, som när anden föll på, inte bara plötsligt kunde spela piano utan också sjunga på både franska, spanska, latin, grekiska, hebreiska och hindi.

## Splittring
När Parham kom till Los Angeles i oktober 1906 kom det snart till en schism mellan denne och Seymour. Parham ogillade att Seymours verksamhet var rasintegrerad och tyckte inte heller om den fria och i hans tycke alltför känslosamma gudstjänstformen. Parham startade sin egen församling med samma namn, Apostolic Faith Mission, bara några kvarter från Azusa Street och lyckades locka över en del av Seymours medlemmar dit.
Snart uppstod även ledarskapsmässiga och teologiska strider inom Seymours rörelse, som på kort tid spridit sig över landet.
I november 1907 hoppade pastor Florence Crawford av och bildade sin egen "Apostolic Faith Mission" med huvudkontor i Portland, Oregon.
Många församlingar som hon grundat följde henne och 1908 tog redaktören för Seymours tidning, Clara Lum, med sig prenumerantregistret och anslöt sig till Crawford.
1915 bildade en annan avhoppare, biskop F W Williams, sitt eget AFM Church of God.
Men Seymour fortsatte att tjäna sin lokala församling som pastor fram till sin död i en hjärtattack 1922, då han var 52 år gammal.
Seymour var enligt vissa forskare den mest inflytelserike afro-amerikanske religiöse ledaren någonsin. Den rörelse han var med om att starta har över en halv miljard efterföljare världen över idag.